# Jeannie
Jeannie é uma série de desenho animado norte-americano, produzido pela Hanna-Barbera e Screen Gems. Estreou em 1973 e teve 16 episódios.
É uma versão em série animada de uma série de televisão que fazia bastante sucesso na época, um spin-off de Jeannie é um gênio.
É a história de Jeannie, um gênio na forma de uma mulher muito bonita que faz de tudo para agradar seu amo. Porém Jeannie é bem atrapalhada e muito geniosa, o que acaba gerando muita confusão.

## Enredo
O desenho apresenta um personagem epônimo, um gênio de 2.000 anos de idade (dublada por Julie McWhirter) ao lado de seu amo e par romântico, Corey Anders (dublado por Mark Hamill), um estudante do ensino médio e surfista, e seu melhor amigo Henry Glopp (dublado por Bob Hastings).
Muitas das desventuras de Corey e Henry muitas vezes envolveram disputas com seu rival, S. Melvin Farthinghill (dublado por Tommy Cook), um garoto rico e esnobe e antagonista da série, a quem Henry muitas vezes se refere como "Smellvin" ou "Smelly". S. Melvin é um rival frequente de Corey pela atenção das garotas, não raro sabotando o rival a cada tentativa. O comediante Joe Besser, famoso integrante de Os Três Patetas, emprestou sua voz a Babu, um medroso e imaturo gênio em treinamento sob a supervisão de Jeannie. Ao pronunciar as palavras mágicas "Yapple Dapple!" faz com que todos ao seu redor, inclusive ele mesmo, se transformem em picles.
Babu normalmente incomodava quase todos que conhecia, pois ao ficar nervoso não conseguia controlar seus poderes. Jeannie por sua vez tentava ajudar Corey a resolver seus problemas usando magia. Apaixonada por seu mestre, ela sempre impedia que outras garotas se aproximassem dele, mesmo às custas de alguma artimanha.

## Produção

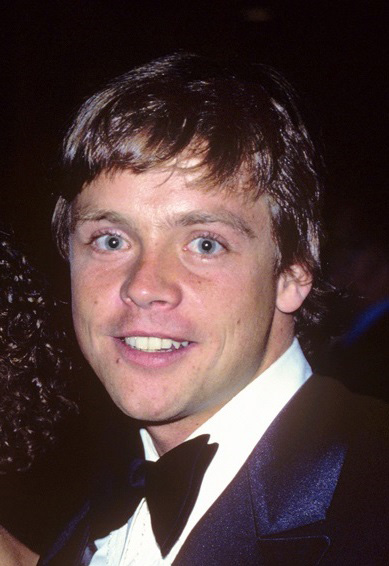
Dublador de Corey Anders, Mark Hamill em 1978

Ao contrário da versão loira interpretada por Barbara Eden em Jeannie é um Gênio, a personagem é ruiva e para usar seus poderes deveria cruzar os braços e agitar seu rabo de cavalo ao invés de piscar os olhos. Em 15 de setembro de 1973, Jeannie e Babu participaram de um episódio da série Os novos filmes do Scooby-Doo. Quatro anos depois, Babu apareceu sozinho de Os Ho-ho-límpicos.
Os produtores de Os Ho-ho-límpicos cogitaram incluir Jeannie, além de Josie e As Gatinhas, como integrantes do time "Os Assombrados" (Scooby Doobies, no original), porém questões legais envolvendo a Columbia Pictures, que incorporou a Screen Gems na sua divisão Columbia Pictures Television, impediram o projeto, afinal a Columbia possuía os direitos sobre a imagem de Jeannie enquanto Babu era personagem dos estúdios Hanna-Barbera. Entre 1977 e 1978, os episódios de Jeannie foram serializados e exibidos no programa Fred Flintstone and Friends.
Devido às suas conexões com Jeannie é um Gênio, esta é uma das duas animações produzidas pela Hanna-Barbera desde a venda deste estúdio à Taft Broadcasting em 1967. O novo controlador da Hanna-Barbera integrava o conglomerado responsável pela Sony Pictures Television que adquiriu a Columbia Pictures e suas subsidiárias, incluindo a Screen Gems. O outro desenho mencionado anteriormente é Família Dó-Ré-Mi 2020, baseada na série de mesmo nome (os direitos autorais de ambas as séries animadas são atualmente detidos pela CPT Holdings da SPT).
Como muitas séries animadas criadas por Hanna-Barbera nos anos 1970, o desenho continha uma trilha de risadas criada pelo estúdio.

## Personagens
- Jeannie: gênia que faz de tudo para agradar seu amo
- Corry Anders: amo da Jeannie na versão animada
- Henry Gloop: amigo de Corry, que sabe a respeito da existência de Jeannie e Babu
- Sra. Anders: a mãe de Corry
- Babu: o aprendiz de gênio, que é atrapalhado e gorducho. Ele reapareceu em Os Ho-ho-límpicos (1977)
- o esnobe Sr. Melvin
- Hadji: Mestre dos gênios

## Episódios[2]
nomes originais (em inglês)
1. Surf's Up
2. The Decathlon
3. The Great Ski Robbery
4. Survival Course
5. The Power Failure
6. The Dognappers
7. The Pigeon
8. Helen Of Troy
9. The Sailors
10. The Kid Brother
11. The Blind Date
12. The Commercial
13. Don Juan
14. The Dog
15. The Jinx
16. The Wish

## Dubladores[3]

### Nos Estados Unidos
- Jeannie: Julie McWhirter-Dees (casada com o cantor e DJ Rick Dees, que gravou em 1976 a música "Disco Duck", da trilha sonora do filme "Os Embalos de Sábado à Noite", com John Travolta)
- Corry Anders: Mark Hamill (o Luke Skywalker da saga de Guerra nas Estrelas)
- Henry Gloop: Bob Hastings
- Sra. Anders: Janet Waldo
- Babu: Joe Besser (um dos Três Patetas)
- Sr. Melvin: Tommy Cook
- Hadji: John Stephenson

### No Brasil
- Jeannie: Líria Marçal
- Corry Anders: Chico Borges
- Henry Gloop: Eleu Salvador
- Sra. Anders: ???
- Babu: Borges de Barros
- Sr. Melvin: Dráusio de Oliveira
- Hadji: Marcos Miranda